# Kuhitangia popovii
Kuhitangia popovii är en nejlikväxtart som först beskrevs av Preobr., och fick sitt nu gällande namn av Pavel Nikolaevich Ovczinnikov. Kuhitangia popovii ingår i släktet Kuhitangia och familjen nejlikväxter. Inga underarter finns listade i Catalogue of Life.